# Uroleucon gochnatiae
Uroleucon gochnatiae är en insektsart. Uroleucon gochnatiae ingår i släktet Uroleucon och familjen långrörsbladlöss. Inga underarter finns listade i Catalogue of Life.